# Kleinkastell Altes Jagdhaus

KK Altes Jagdhaus

Das Kleinkastell Altes Jagdhaus war ein römisches Militärlager an der westlichen Taunusstrecke (Strecke 3) des Obergermanischen Limes, der im Jahre 2005 den Status des UNESCO-Weltkulturerbes erlangte. Das noch sehr gut im Gelände sichtbare Bodendenkmal befindet sich südöstlich von Arnoldshain-Hegewiese, einem Ortsteil der Gemeinde Schmitten im Taunus im hessischen Hochtaunuskreis. Der heutige Name leitet sich von einem Jagdhaus her, das im 16. Jahrhundert innerhalb des Kastells erbaut wurde.

## Lage
Das Kleinkastell befindet sich in den dicht bewaldeten Gebieten des Hochtaunuskamms, knapp drei Kilometer Luftlinie nordöstlich des Großen Feldberges und gut einen Kilometer südöstlich von Hegewiese, einem separat im Wald liegenden Wohngebiet des Schmittener Ortsteils Arnoldshain. Es liegt auf 678 m ü. NN, gut 300 Meter östlich des Taunuspasses am Sandplacken, mit dem die von Oberursel nach Schmitten führende Landesstraße 3004 den Taunuskamm zwischen dem „Mittelberg“ (715 m ü. NN) des Feldbergmassivs und dem Kolbenberg (683,9 m ü. NN) überwindet und bei dem die so genannte „Hochtaunusstraße“ sowie die „Siegfriedstraße“ auf die Landesstraße 3004 treffen. Auf der Passhöhe wird der Limeswachturm Wp 3/53 vermutet. Im Bereich des Kleinkastells ist die Fernsicht in das vor den Limesanlagen liegende Barbaricum strategisch günstig. Auch die angrenzenden Wachtürme können eingesehen werden.

## Forschungsgeschichte
Das kleine Kastell, das schon von Carl Rossel und Karl August von Cohausen dokumentiert worden war, wurde im Sommer des Jahres 1893 von Louis Jacobi, dem zuständigen Streckenkommissar der Reichs-Limeskommission (RLK) archäologisch ausgegraben.
In den 1930er Jahren lag die Umfassungsmauer des Kastells größtenteils frei und war noch bis zu einem Meter hoch erhalten. Im 1936 erschienenen Limeswerk wird jedoch darauf hingewiesen, dass die Mauer „neuerdings an vielen Stellen nach außen“ verstürzt sei. Im Jahr 2009 erfolgte mit einem Aufwand von 60.000 Euro eine Sanierung der Anlage. Die Reste der römischen Wälle wurden durch Erdaufschüttungen konserviert. Die Grundmauern des Jagdhauses erhielten ein sicherndes Betonfundament und wurden mit Mörtel befestigt. Dadurch ist der frühneuzeitliche Gebäudegrundriss für den Besucher erkennbar.

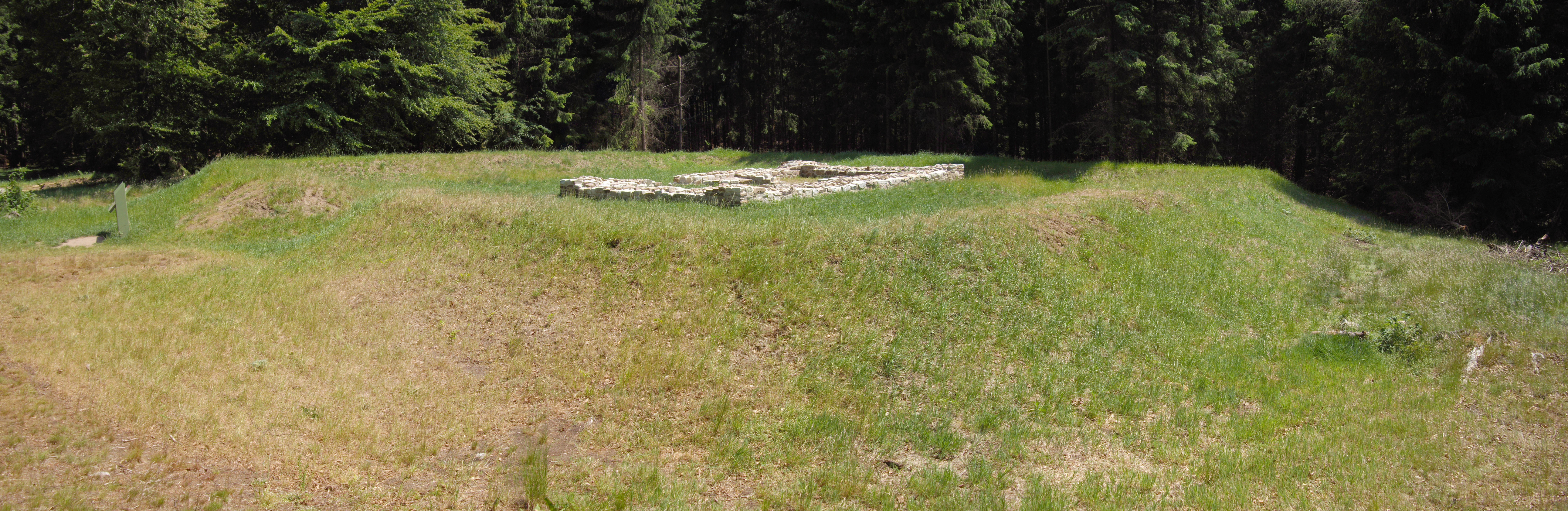
Reste der römischen Befestigung mit den Grundmauern des Jagdhauses, 2011
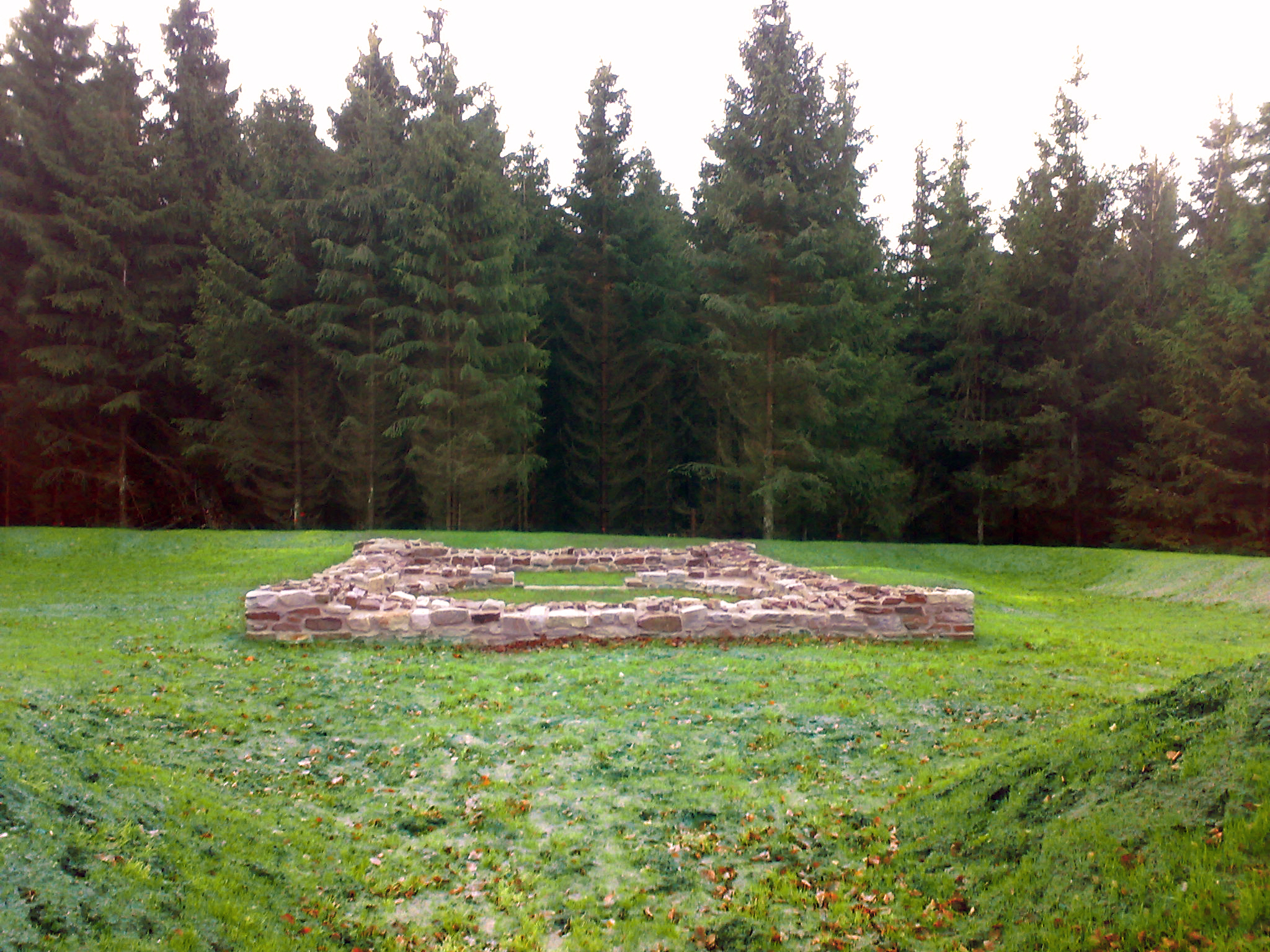
Grundmauern des Jagdhauses nach der Sanierung 2009
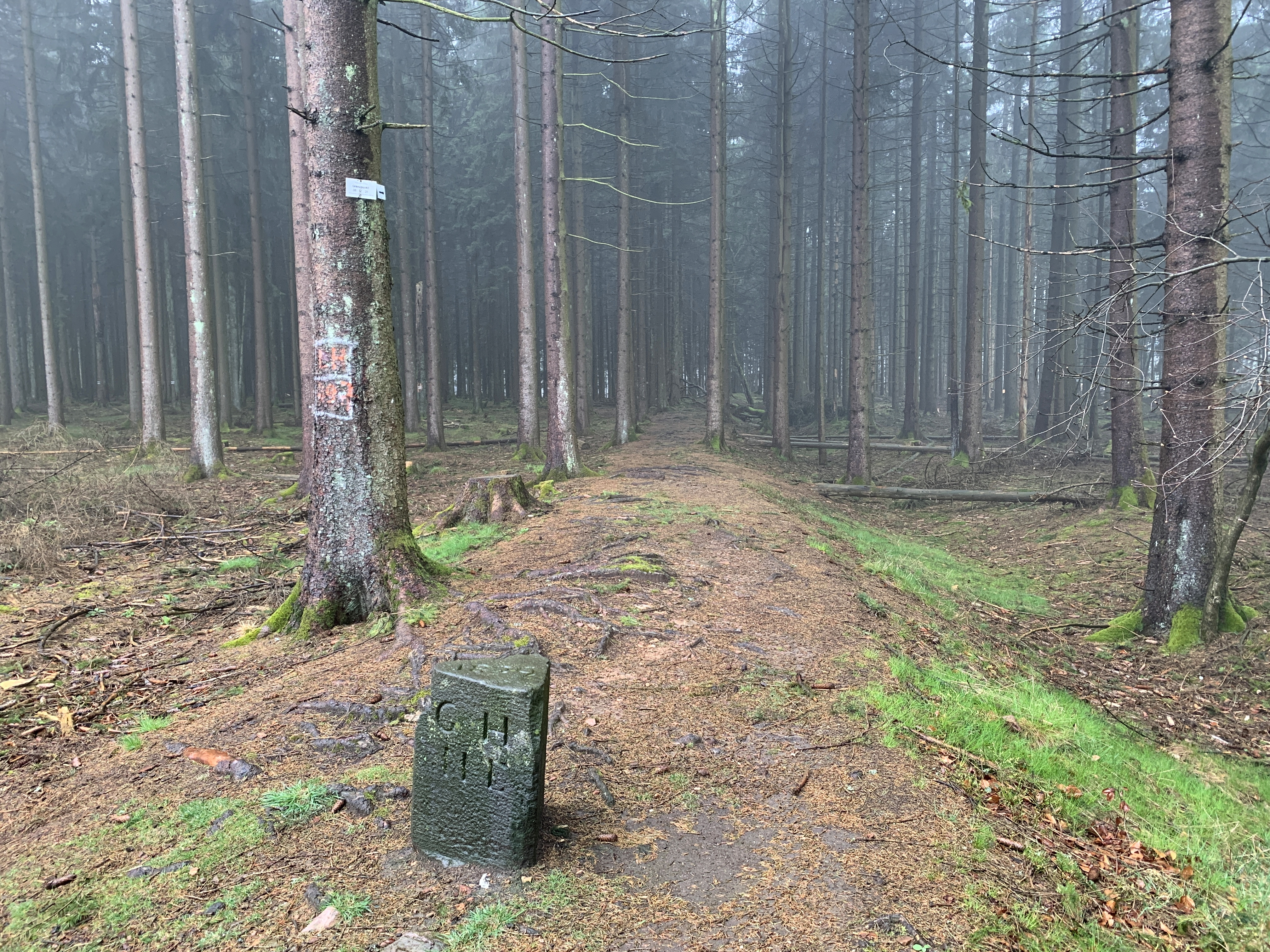
Grenzstein auf dem Limes, 200 Meter östlich des Kastells
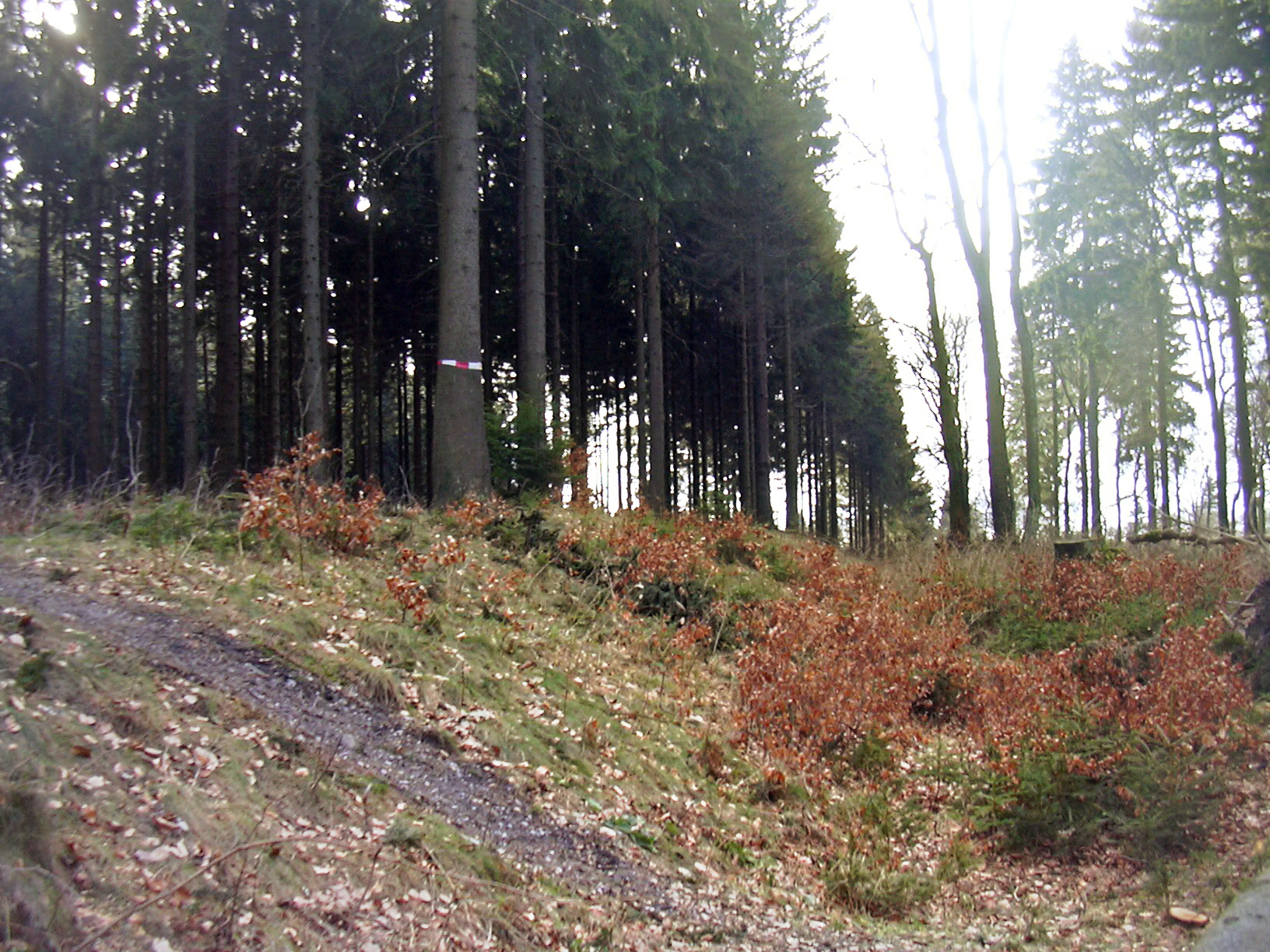
Limes beim Wachturm Wp 3/54

## Baugeschichte
Vermutlich wurde die Fortifikation um die Mitte des zweiten nachchristlichen Jahrhunderts errichtet, möglicherweise, um die Grenzlinie nachträglich zu verstärken. Das Kleinkastell hat einen leicht trapezförmigen Grundriss und umfasst 26 (Nordseite) × 27 (Südseite) × 24,2 Meter (West- und Ostseite). Die Umfassungsmauer besitzt abgerundete Ecken und war an der Nordseite 1,7 Meter, an allen anderen Seiten 2,2 bis 2,3 Meter stark. Die Mauer wurde als mörtelloses Trockenmauerwerk aus grob bearbeiteten Bruchsteinen binderartig versetzt. Vielfach geschah dies in regelmäßigen Lagen, teilweise jedoch auch ohne erkennbaren Verband. An den Ecken wurden größere Blöcke von bis zu 0,60 Metern Länge und 0,30 Metern Höhe verarbeitet. Das verwendete Steinmaterial bestand aus Taunusquarzit. Mit seinem einzigen Tor war das Kastell nach Norden, zum Limes hin ausgerichtet. Dieser Zugang bestand aus einem einfachen Mauerdurchgang – ohne eingezogene Wangen oder Aufbauten – von 3,30 Meter Breite, der etwa einen Meter aus der Mittelachse des Lagers nach Osten hin verschoben war. Das Kastell, das mit seiner Vorderfront nicht parallel, sondern schräg zum Limes lag, war mit seiner Nordwestecke neun Meter, mit seiner Nordostecke 14 Meter von der Krone des Grenzwalls entfernt. Ein Umfassungsgraben scheint nicht vorhanden gewesen zu sein.
Über die Besatzung des kleinen Kastells, vermutlich die Vexillatio einer benachbarten größeren Auxiliareinheit oder Legion, ist nichts bekannt. Möglicherweise unterstand sie dem Kastell Saalburg.

## Funde
Zum Fundgut der Reichs-Limeskommission gehört ein Denar aus der Regierungszeit des Kaisers Septimius Severus (193–211), das Fragment einer Bogenfibel aus Weißmetall, eiserne Nägel und Keramikscherben wie den Henkel einer Amphore.

## Altes Jagdhaus
Wahrscheinlich im 16. Jahrhundert wurde innerhalb der römischen Fortifikation ein Jagdhaus der Markgenossenschaft Hohe Mark von 7 Metern Breite und 10,7 Metern Länge errichtet. Die Nutzung erfolgte vermutlich durch den „Waldboten“, ein Amt, das erblich gebunden durch die Landgrafen von Hessen-Homburg wahrgenommen wurde. Dieses Amt sicherte einige Privilegien, wie den Vorsitz in der Versammlung der Hohen Mark oder auch das Recht drei Tage früher mit der Jagd beginnen zu dürfen als andere Märker. Die Mauern dieses Bauwerkes waren vollständig aus vermörteltem Backstein errichtet, der Boden des Hauptraums zudem mit Quarzitplatten ausgelegt. Er hatte einen Kamin und in den Ecken eingemauerte Sitzplätze. Unter dem Nebenraum war ein Vorratskeller im Boden angelegt.

## Limesverlauf zwischen den Kleinkastellen Altes Jagdhaus und Heidenstock
Vom Kleinkastell Altes Jagdhaus bis zum Kleinkastell Heidenstock zieht der Limes ausschließlich durch das dicht bewaldete Gebiet des Taunuskamms. Dabei fällt er insgesamt um knapp 70 Höhenmeter ab. Aufgrund der geologisch-topographischen Gegebenheiten weist er in diesem Bereich die Besonderheit auf, dass in einigen Streckenabschnitten an die Stelle des in dem anstehenden Quarzitfels nur unter Mühen auszuhebenden Grabens, mit dessen Aushub für gewöhnlich der Wall aufgeschüttet wurde, eine steinerne Mauer trat. Diese Mauer besaß eine Mächtigkeit von durchschnittlich zweieinhalb Metern und war mit Quarzitbruchsteinen als Trockenmauer ausgeführt. Der Palisadengraben hingegen war auch in diesen Abschnitten des Limes durchgängig vorhanden.
| ORL     | Name/Ort                    | Beschreibung/Zustand |
| ------- | --------------------------- | --- |
| KK      | Kleinkastell Altes Jagdhaus | siehe oben |
| Wp 3/54 |                             | Vermutete, jedoch nicht archäologisch nachgewiesene Turmstelle. |
| Wp 3/55 | „Klingenkopf“               | Schon bei Rossel und Cohausen dokumentierte Turmstelle eines Holz- und eines Steinturms, die 1894 von der Kommission unter Jacobi untersucht worden sind. Der Holzturm war von einem 1,2 m tiefen, 12 m durchmessenden Graben und einem acht Meter breiten Wall ringförmig umgeben. Im Zentrum der Anlage zeigten sich vier große, 1,2 m tief in den anstehenden Fels gebrochene Pfostengruben, die ein leicht unregelmäßiges Viereck von 4,5 m bis 5,0 m Seitenlänge bildeten. Die Limesmauer durchschnitt die nördliche Hälfte der Holzturmstelle, während die Palisade im weiten Bogen um den Turm herumführte. Der Steinturm befand sich etwa 22 m südöstlich des Holzturms. Er besaß einen quadratischen Grundriss von 5,6 m Seitenlänge. Auf der Ostseite besaß das aufgehende Mauerwerk bis zu einer Höhe von etwa 1,4 m eine Mächtigkeit von 90 cm bis 95 cm. Dann versprang es sowohl an der Außen-, als auch an der Innenseite und verjüngte sich dadurch auf eine Stärke von 65 cm bis 75 cm. Auf allen anderen Seiten des Turmes hingegen verjüngte sich die Mauer bis zu einer festgestellten Resthöhe von maximal zwei Metern nicht. Stellenweise konnte auf der Außenseite des Turmes noch der weiße, mit roten Scheinfugen bemalte Verputz festgestellt werden. An der Nordseite befand sich – 25 cm über dem gestampften Fußboden des Inneren – ein 75 cm breiter Eingang. Die Entfernung des Turms zur Limesmauer betrug 21 m, vom Palisadengraben war er 32 m weit entfernt. Die Lage der Turmstelle war optimal gewählt. Die Aussicht reichte von dort aus bis in den „Stannheimer Grund“ und das obere „Erlenbachtal“. |
| Wp 3/56 |                             | Vermutete, jedoch nicht archäologisch nachgewiesene Turmstelle. |
| KK      | Kleinkastell Heidenstock    | siehe Hauptartikel Kleinkastell Heidenstock |

## Denkmalschutz
Das Kleinkastell Altes Jagdhaus und die anschließenden Limesanlagen sind als Abschnitt des Obergermanisch-Rätischen Limes seit 2005 Teil des UNESCO-Welterbes. Außerdem sind sie sowie das Alte Jagdhaus selbst Bodendenkmale im Sinne des Hessischen Denkmalschutzgesetzes. Nachforschungen und gezieltes Sammeln von Funden sind genehmigungspflichtig, Zufallsfunde an die Denkmalbehörden zu melden.